# Marbo Basket
Basketklubben Marbo är en basketklubb i Kinna, 3 mil söder om Borås, i Sverige. Föreningen bildades 1970 men hette från början BK Kinna. Eftersom spelarna kom från hela Marks kommun beslöt man att ändra klubbnamnet till Marbo. Från och med 2009 går damlaget under namnet Mark Basket eftersom Marks Kommun gått in som stor sponsor. Damlaget spelar i Basketligan dam sedan säsongen 2006/2007.
Klubben har fostrat Sveriges förste NBA-spelare, Jonas Jerebko samt Jonas Larsson, med 163 landskamper och sju proffsår i Europa.